# Enge Laine
Die Enge Laine ist ein etwa 2,9 km langer, nördlicher und rechter Zufluss der Ammer im oberbayerischen Landkreis Garmisch-Partenkirchen.

## Verlauf
Die Enge Laine entsteht in den Ammergauer Alpen auf dem Südwesthang der Hörnlegruppe (1496 m ü. NHN) südwestlich unterhalb des Hinteren Hörnles (1547,8 m) aus dem auf 985 m Höhe gelegenen Zusammenfluss von Diezenmoosgraben, der durch den Rehbreingraben gespeist wird, und Geschwandgraben. Der Bach fließt in erst westlicher Richtung und knickt dann vor Unterammergau nach Süden ab. Nach Durchfließen der östlichen Ortslage Au mündet er auf etwa 826 m Höhe in den dort zuletzt von Osten kommenden Isar-Zufluss Ammer.